# Erad
Erad – bardzo mały pojazd oparty na silniku nieprzekraczającym 50 cm³, klasyfikowany do grupy mikrosamochodów. W Polsce prawie nieznany, głównymi posiadaczami pojazdu są kolekcjonerzy. Według polskiego prawa prowadzić go można posiadając prawo jazdy kategorii AM. 
Pojazd ukazał się w kilku modelach, większość posiada dwa miejsca i automatyczną skrzynię biegów. 
Modele:
- 6.400D
- 6.50D/6.125D/6.500
- Agora	- produkcja od lat 90. do 10.1997
- Aurora – produkcja od lat 90. do 10.1997
- Capucine – produkcja od 1974 do przełomu lat 70./80.
- Capucine 2 – produkcja na przełomie lat 70./80. do 1988?
- Spacia – produkcja od lat 90. do 10.2001
- Farymann
- Junior 300/400 – produkcja od 10.1988 do lat 90.
- Midget
- Utilit truck
- UT 460 – produkcja od 1992 do 1999?